# Macrochiridothea multituberculata
Macrochiridothea multituberculata är en kräftdjursart som beskrevs av Nordenstam 1933. Macrochiridothea multituberculata ingår i släktet Macrochiridothea och familjen Chaetiliidae. Inga underarter finns listade i Catalogue of Life.